# Svågan
Svågan eller Svåga älv är en skogsälv i Ljusdals och Hudiksvalls kommuner, i norra Hälsingland och den är Hälsinglands tredje största vattendrag efter Ljusnan och Voxnan med en total längd på cirka 155 km. Älven går med detta namn från Stor-Valsjön vid gränsen till Medelpad och rinner ut i Norrdellen vid Friggesund. De egentliga källsjöarna är Stor-Grundsjön och Oxsjön ca 15 km söder om Ånge, 402 m ö.h.
Området som älven rinner genom kallas Svågadalen och är berömd för sin vackra natur med fina vyer och goda paddlingsmöjligheter. På sina ställen kantas den av höga branta skogklädda åsar. Den är lätt åtkomlig från bilväg längs nästan hela sträckan.
Efter Dellensjöarna byter Svågan namn till Dellån eller Delångersån och strömmar vidare åt sydost och passerar under resan till havet en lång rad små sjöar som delar upp vattendraget i sträckor, vissa med skilda namn som Böleströmmen, Rolfstaån, Björkmoån och Iggesundsån. Svågan/Delångersån har två utlopp mot Bottenhavet, ett i Iggesund, söder om Hudiksvall, och ett i Saltvik, öster om Hudiksvall. 
Svågans totala avrinningsområde omfattar 2008 km².
Svågan är tungt reglerad med flera kraftverk längs sträckningen, varav Tvärforsens kraftverk är det första och Holmens kraftverk Iggesund i Iggesund det sista.
Även råvatten till Holmens pappersbruk i Iggesund tas från vattendraget och det ursprungliga flödet mot Saltvik är bitvis kraftigt begränsat.